# Steatoda grossa obliterata
Steatoda grossa là một phân loài nhện trong họ Theridiidae.
Loài này thuộc chi Steatoda. Steatoda grossa obliterata được Pelegrin Franganillo-Balboa miêu tả năm 1918.

## Hình ảnh

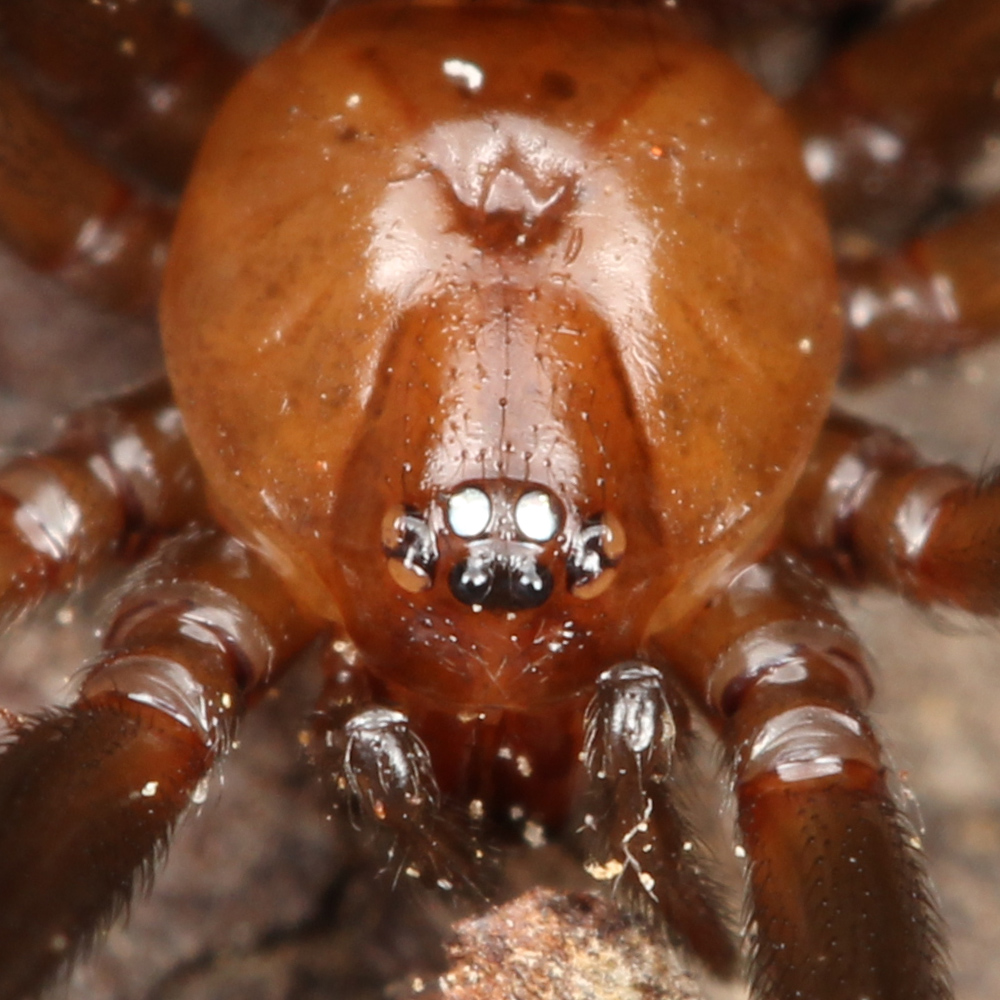